# فرودگاه سن لویس رائیو کلرادو
فرودگاه سن لویس رائیو کلرادو (به انگلیسی: San Luis Río Colorado Airport) یک فرودگاه همگانی با کد یاتا UAC است که یک باند فرود آسفالت دارد و طول باند آن ۱۵۰۲ متر است. این فرودگاه در کشور مکزیک قرار دارد و در ارتفاع ۱۵ متری از سطح دریا واقع شده است.